# لوئیز براون
لوئیز براون (انگلیسی: Louise Brown) نخستین انسانی بود که در سال ۱۹۷۸ میلادی به وسیله لقاح مصنوعی به وجود آمد. این دختر در هنگام تولد ۲/۶۰۸ کیلوگرم وزن داشت.